# 企沙镇
企沙镇，是中华人民共和国广西壮族自治区防城港市港口区下辖的一个乡镇级行政单位。

## 行政区划
企沙镇下辖以下地区：
南港社区、东港社区、华侨渔业村、北港村、坳顶村、山新村、炮台村、赤沙村、虾箩村、牛路村、板寮村、企英村、大船村和向阳村。